# Stańkowo
Stańkowo est une localité polonaise de la gmina mixte de Prabuty située dans le powiat de Kwidzyn en voïvodie de Poméranie. Elle se trouve à environ 18 km à l'est de Kwidzyn et 78 km au sud-est de la capitale régionale Gdańsk.

## Géographie

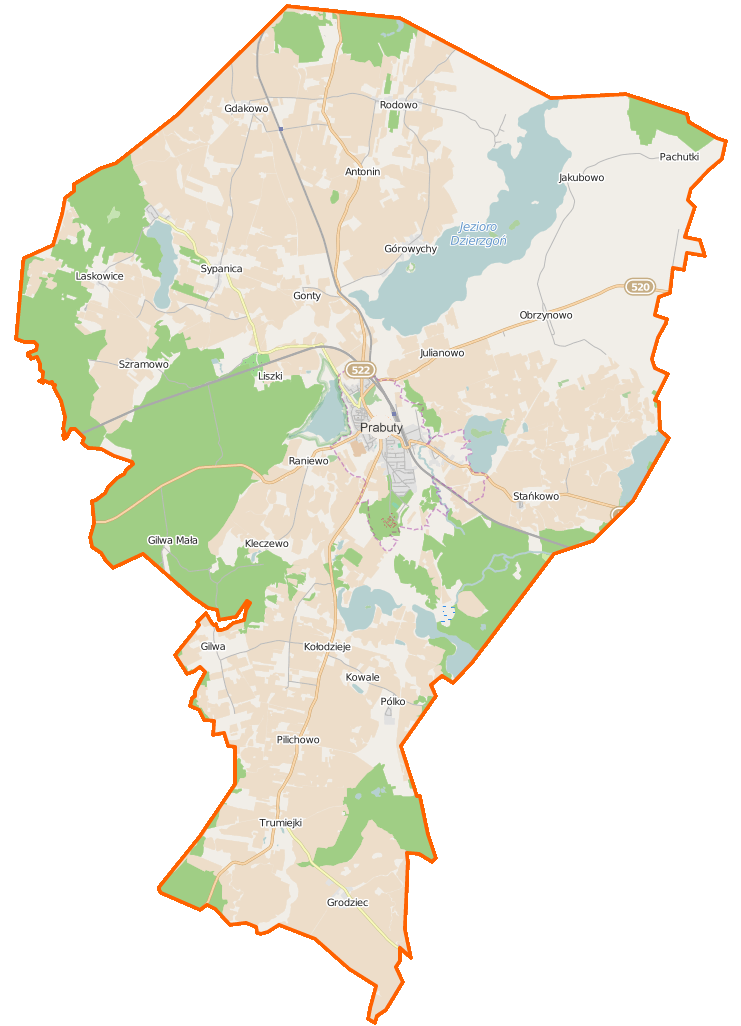
Carte de la gmina de Prabuty.

## Histoire
De 1818 à 1945, Riesenwalde fait partie de l'arrondissement de Rosenberg-en-Prusse-Occidentale dans la district de Marienwerder au sein de la province de Prusse-Occidentale.